# Rubén Garcés Riquelme
Rubén Santiago Garcés Riquelme (Colón, Panamá, 17 de octubre de 1973) es un exjugador de baloncesto panameño que jugaba en la posición de pívot.

## Trayectoria
Su formación como baloncestista se desarrolló en el baloncesto universitario de Estados Unidos con los equipos de Navarro Junior College en Texas, y con el Providence College de Rhode Island. También tuvo una breve carrera en la NBA. En la temporada 2000-01 jugó en los Phoenix Suns y Golden State Warriors.
También ha jugado en clubes de la CBA, la ACB, y las ligas de Argentina, México, Venezuela, Francia y Uruguay.
En el año 2002 jugó en Venezuela con el equipo Marinos De Oriente y luego en el 2011 con el equipo Guaiqueries de Margarita

## Selección nacional
Garcés es internacional con la Selección de baloncesto de Panamá.
Actualmente entrena en Panamá para la selección Nacional con miras al Pre Olímpico que se celebrará en México entre finales de agosto y principios de septiembre del 2015.